# Język kazukuru
Język kazukuru – wymarły język z Wysp Salomona, prawdopodobnie jeden z języków oceanicznych . Wyszedł z użycia na początku XX w.
Odnotowano także blisko spokrewnione języki dororo i guliguli (być może dialekty). Możliwe też, że są to inne warianty transkrypcji.
Informacje dotyczące tego języka ograniczają się do list słownictwa (opublikowanych w 1931 r. i 1953 r.). Czasem był omawiany jako język papuaski, ale w 2007 r. zasugerowano, że jest to odrębny leksykalnie przedstawiciel rodziny oceanicznej (austronezyjskiej).